# Dominika Maison
Dominika Agnieszka Maison (ur. 27 maja 1966) − polska psycholog, doktor habilitowany, pracownik naukowy Wydziału Psychologii Uniwersytetu Warszawskiego, Kierownik Katedry Psychologii Osobowości. Zajmuje się psychologicznymi aspektami oddziaływania reklamy, stereotypami i uprzedzeniami oraz afektywnym vs. poznawczym przetwarzaniem informacji. Jest członkiem Rady Programowej Warsaw Enterprise Institute.

## Kariera naukowa
Studia wyższe ukończyła w 1990 roku na Wydziale Psychologii Uniwersytetu Warszawskiego. Na tym samym wydziale w roku 1995 uzyskała stopień doktora nauk humanistycznych w zakresie psychologii ze specjalnością psychologia społeczna. Promotorem pracy doktorskiej była Maria Jarymowicz. W 2004 roku uzyskała stopień doktora habilitowanego za rozprawę pt. Utajone postawy konsumenckie. Analiza możliwości wykorzystania metody IAT. Od 2005 roku jest profesorem nadzwyczajnym na Wydziale Psychologii UW. Była członkiem Komitetu Psychologii Polskiej Akademii Nauk. 
W 1996 roku otrzymała nagrodę zespołową Rektora UW za książkę Poza egocentryczną perspektywę widzenia siebie i świata, a w 2001 roku − nagrodę Rektora UW za książkę Zogniskowane Wywiady grupowe. Jakościowa metoda badań marketingowych. 

## Wybrane publikacje
- Maison, D. (1995). Do we say what we think? On the implications for research of an anti-discrimination norm. Polish Psychological Bulletin, 2.
- Maison, D i Bruin, R. (1999). Test utajonych skojarzeń (IAT) Greenwalda: metoda badania utajonych postaw. Studia Psychologiczne, 37, 61-81.
- Maison, D. (2000). Zogniskowane wywiady grupowe. Jakościowa metoda badań marketingowych. Warszawa: PWN.
- Maison, D., Greenwald, A.G. i Bruin, R. (2001). The Implicit Association Test as measure of implicit consumer attitudes. Polish Psychological Bulletin, 32, 61-70.
- Maison, D. (2002). Attitudes toward advertising in Poland. Dynamics of change over 10 years. [W]. T. Klonowicz i G. Wieczorkowska (eds.). Social change: adaptation and resistance. Warszawa: Wydawnictwo ISS.
- Maison, D. i Maliszewski, N. (2002). Co to jest reklama społeczna. [W] D. Maison i P. Wasilewski (red). Propaganda dobrych serc – czyli rzecz o reklamie społecznej. Kraków: Agencja Wasilewski.
- Maison, D. i Maliszewski, N. (2002). Cause related marketing - marketing zaangażowany społecznie. [W] D. Maison i P. Wasilewski (red). Propaganda dobrych serc – czyli rzecz o reklamie społecznej. Kraków: Agencja Wasilewski.
- De Pelsmacker, P., Maison, D., Geuens, M. (2002). Emotional and rational advertising messages in positive and negative Polish media context. [w] Taylor, C.R. New directions in international advertising research. Advances in international marketing. Vol. 12, 121-135.
- Maison, D. i Mikołajczyk, T. (2003). Implicit Association Test – teoria, interpretacja i wątpliwości wokół metody. Studia Psychologiczne, 41, 69-88.
- Maison, D. (2004). Utajone postawy konsumenckie. Analiza możliwości wykorzystania metody IAT. Gdańsk: GWP.
- O badaniach reklamy, czyli jak na podstawie badań przewidzieć skuteczność i ocenić skuteczność przeprowadzonej kampanii. Red.: D. Maison i A. Noga-Bogomilski. Badania marketingowe. Od teorii do praktyki. Gdańsk: Gdańskie Wydawnictwo Psychologiczne. 153-178.
- Perkins, A., Forehand, M., Greenwald, A. G., & Maison, D. (2008). The influence of implicit social cognition on consumer behavior: Measuring the non-conscious. In C. Haugtvedt, P. Herr, & F. Kardes (Eds.), Handbook of Consumer Psychology. Hillsdale, NJ: Lawrence Erlbaum Associates[4].

## Współpraca międzynarodowa
Od 1997 roku współpraca badawcza z prof. A. Greenwaldem.

## Aktywność pozanaukowa
W latach 2003–2005 członek jury Festiwalu Efektywności Reklamy Effie. Prezes Polskiego Towarzystwa Badaczy Rynku i Opinii w latach 2003-2008.